# Bolero (película de 1984)

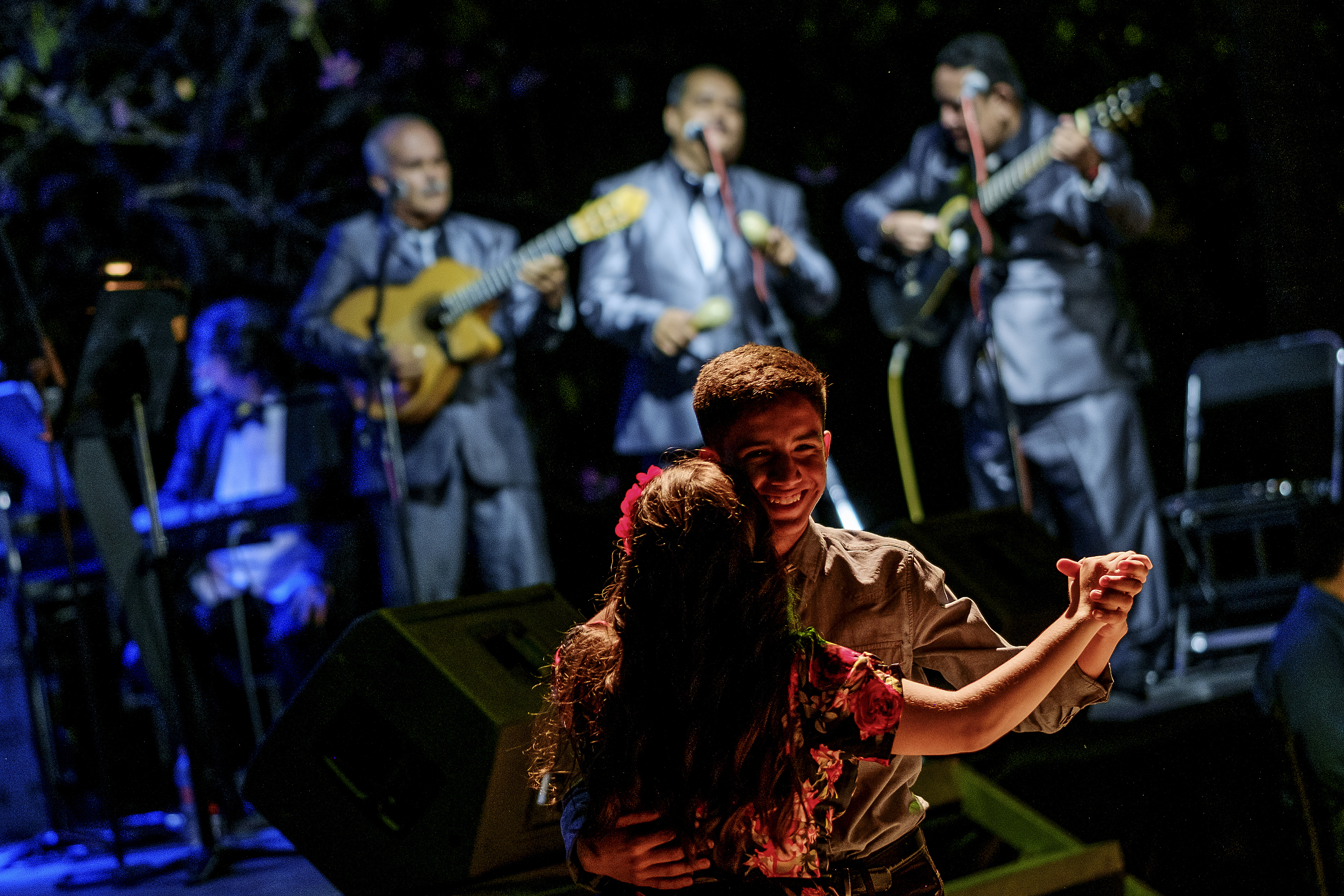
Pareja bailando un bolero

Bolero es una película de cine romántico estadounidense de 1984 escrita y dirigida por John Derek y protagonizada por Bo Derek. La película se centra en el despertar sexual de la protagonista y su viaje alrededor del mundo para perseguir a un primer amante ideal que le quitará la virginidad.
Un fracaso de taquilla, la película fue mal valorada por la crítica, ganando nominaciones para nueve premios Golden Raspberry en los 5º premios Golden Raspberry y "ganando" seis, incluyendo Peor Película. Muchos han considerado que esta es una de las peores películas jamás realizadas y también una de las más controvertidas[cita requerida]. 
Ganó en los premios CVF por "Peor película" (Golan-Globus), "Peor actriz" (Bo Derek), "Peor actor" (George Kennedy), "Peor actor de reparto" (Andrea Occhipinti), "Peor director" (John Derek), "Peor guion" (John Derek)" y "Peor partitura musical " (Peter y Elmer Bernstein).

## Sinopsis
En la década de 1920, Ayre "Mac" MacGillvary es una joven estadounidense virginal de 23 años que se gradúa de una exclusiva universidad británica. Una heredera huérfana de una gran fortuna, Ayre está decidida a encontrar al hombre adecuado para su primer encuentro sexual en cualquier parte del mundo. Lo suficientemente rica como para no aventurarse sola, se lleva a su mejor amiga Catalina y al chofer de la familia, Cotton.
Ayre primero viaja a Marruecos, donde conoce a un amante ideal, un jeque árabe que se ofrece a desflorarla. Se la lleva en su avión privado a un oasis en el desierto, pero durante los juegos previos, mientras frota su cuerpo desnudo con miel, se queda dormido casi de inmediato. Renunciando al jeque, Ayre se va a España, donde conoce al torero Ángel, y se propone seducirlo. En este grupo viene Paloma, una niña gitana local de 14 años a la que Ayre y Catalina toman bajo su protección. Una trama secundaria menor involucra a Catalina reuniéndose y persiguiendo al abogado de Ayre, Robert Stewart, un escocés vestido con falda escocesa a quien Catalina elige para desflorarla.
Después de varios días de cortejo y coqueteo, Ángel hace el amor con Ayre una mañana y él logra mantenerse despierto. Desafortunadamente, después de que Ayre haya tenido éxito en su búsqueda para perder su virginidad, Ángel es corneado mientras lidia con los toros al día siguiente.
La lesión deja a Ángel incapaz de actuar en el dormitorio, por lo que Ayre hace que su misión en la vida sea velar por su recuperación. En el camino, ella misma retoma las corridas de toros como una forma de motivar a su abatido amante para que deje de deprimirse. Mientras tanto, el jeque árabe vuela a España para secuestrar a Ayre, pero ella logra convencerlo de que ya ha perdido la virginidad y él la deja ir.
Eventualmente, Ayre logra ayudar a Ángel a recuperarse por completo, lo que conduce a una sesión sexual culminante. La película termina con Ayre y Ángel casándose en una iglesia local.

## Elenco
Bo Derek como Ayre "Mac" McGillvary.
George Kennedy como Cotton.
Andrea Occhipinti como el rejoneador Ángel Sacristán.
Ana Obregón como Catalina.
Olivia d'Abo como Paloma.
Greg Bensen como Sheik.
Ian Cochrane como Robert Stewart.
Mirta Miller como Evita.
Mickey Knox como guía marroquí.
Paul Stacey como el joven Valentino n.º 1.
James Stacy como el joven Valentino n.º 2.

## Producción y lanzamiento
El productor ejecutivo y codirector de Cannon Films, Menahem Golan, instó a los Derek a hacer las escenas de sexo más explícitas, a pesar de las objeciones de éstos basadas en que las escenas eran lo suficientemente fuertes. La película inicialmente iba a ser distribuida por MGM como parte de un acuerdo con Cannon, y Bo Derek proyectó la película al entonces CEO de MGM, Frank Yablans, con la esperanza de que interviniera con Golan en el asunto del contenido erótico. A Yablans no le gustó la película tanto como todas las otras películas que Cannon estaba entregando a MGM.
Cuando los productores se negaron a cortar la película para evitar una calificación X por parte de la MPAA, MGM abandonó la película debido a políticas de estándares y Cannon lanzó Bolero ellos mismos. La calidad de Bolero y las otras películas de Cannon / MGM llevó a Yablans a usar una cláusula de incumplimiento de contrato para rescindir el acuerdo de distribución con Cannon en noviembre de 1984. Bolero finalmente se lanzó sin calificación MPAA, con una exención de responsabilidad en los anuncios que no permitían a menores de 17 años. sería admitido en la película. A pesar de esto, muchas cadenas de cines que normalmente se negaban a proyectar películas con clasificación X hicieron lo mismo con Bolero.
La película está oficialmente en DVD con una calificación "R" sin cortes.

## Recepción
El sitio web de agregación de críticas Rotten Tomatoes otorga a la película una calificación de aprobación del 0%, basada en 23 reseñas, con una calificación promedio de 1.43 / 10. El consenso del sitio web dice: "Bolero combina una historia ridícula y un elenco tremendamente desigual en sus intentos desesperados de excitar, pero solo logra despertar el aburrimiento". Metacritic informa una puntuación de 13/100, basada en 9 críticas, lo que indica "una abrumadora aversión".
Fue nominada a nueve premios Golden Raspberry y ganó seis, incluidos "Peor película", "Peor actriz", "Peor director" y "Peor guion". En 1990, la película fue nominada al premio Razzie por "Peor película de la década", pero perdió ante Mommie Dearest. También en 1984, la película fue nominada a los Stinkers Bad Movie Awards por Peor Película.
La película ganó alrededor de $ 8,9 millones en ventas de boletos estadounidenses contra un presupuesto de producción de $ 7 millones.

## Lanzamientos en video
En 1985, U.S.A. Home Video lanzó Bolero en versiones sin clasificación y con clasificación R al mercado de alquiler de videos. En 2005, MGM Home Entertainment lanzó Bolero en DVD, después de que los derechos de la mayoría de las producciones de Cannon Film volvieran a MGM.